# Trimmatostroma scutellare
Trimmatostroma scutellare är en svampart som först beskrevs av Berk. & Broome, och fick sitt nu gällande namn av M.B. Ellis 1976. Trimmatostroma scutellare ingår i släktet Trimmatostroma, ordningen disksvampar, klassen Leotiomycetes, divisionen sporsäcksvampar och riket svampar.   Inga underarter finns listade i Catalogue of Life.